# ديف باري (ممثل)
ديف باري (بالإنجليزية: Dave Barry)‏ مواليد 26 أغسطس 1918 في بروكلين، نيويورك، الولايات المتحدة - الوفاة 16 أغسطس 2001 في بيفرلي هيلز، لوس أنجلوس، الولايات المتحدة، هو ممثل وكوميدي أمريكي بدأ مسيرته الفنية سنة 1938. امتدت مسيرته الفنية لأكثر من 62 عاما. من أعماله البعض يفضلونها ساخنة.

## روابط خارجية
- ديف باري على موقع IMDb (الإنجليزية)
- ديف باري على موقع ميوزك برينز (الإنجليزية)
- ديف باري على موقع قاعدة بيانات الفيلم (الإنجليزية)